# Малозёмов, Иван Прокопьевич
Иван Прокопьевич Малозёмов (1921—1943) — советский офицер, танкист в годы Великой Отечественной войны, Герой Советского Союза.

## Биография
Родился 26 ноября 1921 года в деревне Пестово (ныне Белозерский район Вологодской области). Русский. Его отец умер, когда Иван пошёл в 5-й класс, и мать осталась одна с тремя детьми. Иван был вынужден идти работать подручным кузнеца и одновременно продолжать учиться. Самостоятельно подготовился и успешно сдал экстерном экзамены за 5—9 классы. В 1939 году Иван Малозёмов поступил в среднюю школу № 1 города Белозерска, а окончил курс обучения за 10 классов в средней школе № 2.
В Красной Армии с 1940 года. В январе 1942 года окончил Саратовское танковое училище.
По окончании училища в феврале 1942 года ушёл на фронт, где был назначен командиром взвода 6-й гвардейской танковой бригады. Гвардейский полк, где служил И. П. Малозёмов, принимал участие в боях с вермахтом на различных участках фронта: Харьковском, Цимлянском, Сталинградском. Был трижды ранен.
За бои в районе города Валуйки в июле 1942 года награждён орденом Ленина. За бои на разъезде 74 км награждён орденом Отечественной войны I степени.
Ранен в Сталинграде 14 сентября 1942 года. После госпиталя и учёбы в Москве лейтенант И. П. Малозёмов был назначен командиром роты 5-го гвардейского отдельного танкового полка прорыва 21-й армии Донского фронта.
В январском наступлении 1943 года под Сталинградом рота тяжёлых танков, которой он командовал, входила в прорыв вражеской обороны в районе населённого пункта Казачий Курган. 10 января после 50-минутной артиллерийской подготовки танкисты пошли в атаку. Танк Малозёмова первым подошёл к хутору Бабуркин. Взобравшись на бугор, лейтенант развернул машину и открыл огонь по артиллерии. Другие машины на большой скорости промчались по хутору, уничтожая всё на своём пути. Немцы решили во что бы то ни стало отбить занятый нашими войсками стратегический пункт и бросили свои резервы: около 10 танков. Малозёмов решил принять неравный бой. К концу короткого, но жаркого боя на поле остались 6 машин противника.
Рота Малозёмова, поддерживая своим огнём наступавшие части 289-й стрелковой дивизии, продвигалась к центру Сталинграда. Командир полка поставил перед командиром роты задачу: уничтожить вражеские танки и артиллерию, которые бьют из разрушенных зданий посёлка Баррикады. Укрыв свой КВ-1с за полуразрушенной каменной стеной, Малозёмов вёл огонь вдоль широкой улицы, пролегавшей среди руин.
В пылу боя танк Малозёмова вырвался вперёд и был подбит. «Бронебойным!» — прокричал Малозёмов. Это была его последняя команда. 31 января 1943 года лейтенант И. П. Малозёмов погиб в центральной части Сталинграда.
Указом Президиума Верховного Совета СССР от 21 апреля 1943 года за образцовое выполнение боевых заданий командования на фронте борьбы с немецкими захватчиками и проявленные при этом отвагу и геройство Малозёмову Ивану Прокопьевичу посмертно присвоено звание Героя Советского Союза.
В декабре 1942 года — январе 1943 года рота тяжёлых танков под командованием И. П. Малозёмова в боях под Сталинградом уничтожила 12 танков, 9 штурмовых орудий, 54 орудия разного калибра, свыше 13 000 солдат и офицеров.

## Награды и звания
- Герой Советского Союза (21 апреля 1943, посмертно);
- два ордена Ленина (26 сентября 1942; 21 апреля 1943, посмертно);
- орден Красного Знамени;
- орден Отечественной войны I степени (5 ноября 1942);
- медали.

## Память
Похоронен на Мамаевом Кургане. Там же установлена надгробная мемориальная плита. Его именем названы улицы в городах Волгограде и Белозерске. Приказом Министра обороны СССР гвардии лейтенант Иван Прокопьевич Малозёмов навечно зачислен в списки Саратовского танкового училища.
С 1963 года в средней общеобразовательной школе № 1 города Белозерска проводилась поисковая работа по сбору материалов о Герое Советского Союза И. П. Малоземове и боевом пути 6-й гвардейской Краснознамённой Сивашской отдельной танковой бригады. В результате поиска были установлены связи с Советом ветеранов бригады, с Саратовским танковым училищем, бригадой имени Малозёмова Волгоградского опытно-экспериментального завода металлоконструкций и изделий.
В 1964 году дружине школы присвоено имя Героя. В 1965 году основаны улица и сквер имени И. П. Малозёмова. В 1966 году в средней школе № 1 открыта Комната Боевой Славы.
25 июня 1967 года был торжественно открыт памятник Герою на улице его имени. К 1967 году собралось достаточно материала для открытия школьного Музея Боевой Славы № 1027. В том же году по ходатайству Совета Музея школы постановлением Совета Министров Речного флота теплоходу «Славянск» присвоено наименование «Иван Малозёмов». В 1978 году в совхозе «Белозерский» в Артюшино открыт памятник воину-танкисту. В 1982 году Министерство связи выпустило серию конвертов с портретом Ивана Малозёмова.
27 мая 2002 года муниципальному образовательному учреждению «Средняя общеобразовательная школа № 1» города Белозерска присвоено имя Героя Советского Союза И. П. Малозёмова.
Писатели-земляки увековечили его в своих произведениях: С. С. Орлов «Командир танка» и С. В. Викулов «Венок к пьедесталу».